# Torymoidellus reticulatus
Torymoidellus reticulatus är en stekelart som beskrevs av Boucek 1988. Torymoidellus reticulatus ingår i släktet Torymoidellus och familjen gallglanssteklar. Inga underarter finns listade i Catalogue of Life.